# Günter Schade
Günter Walter Bruno Schade (* 3. Januar 1933 in Frankfurt (Oder)) ist ein deutscher Kunsthistoriker und Museumsleiter. Er war von 1962 bis 1983 Direktor des Ost-Berliner Kunstgewerbemuseums und 1983 bis 1991 Generaldirektor der Staatlichen Museen zu Berlin im Ostteil der Stadt.

## Leben
Günter Schade studierte von 1953 bis 1957 bei Richard Hamann, Leopold Giese, Edgar Lehmann, Willy Kurth und Klaus Wessel Kunstgeschichte und Frühchristlich-byzantinische Kunst an der Humboldt-Universität zu Berlin. Von 1957 bis 1959 war er wissenschaftlicher Assistent an der Staatlichen Galerie Moritzburg (Halle) und von 1959 bis 1961 wissenschaftlicher Mitarbeiter am Museum für Deutsche Geschichte in Berlin. 1963 promovierte er an der Universität Halle mit einer Arbeit über die Herausbildung des Hallenchores der märkischen Stadtpfarrkirchen als bürgerliche Raumform. 1962 bis 1983 war er Direktor des Kunstgewerbemuseums der Staatlichen Museen zu Berlin, das er im Schloss Köpenick 1963 nach dem Krieg erstmals wieder der Öffentlichkeit zugänglich machte. Von 1974 bis 1984 übte Schade eine Lehrtätigkeit an der Kunsthochschule Berlin-Weißensee aus. 1979 bekam er die facultas docendi verliehen und wurde 1980 zum Honorardozenten für Kunstgeschichte berufen. Von 1983 bis 1992 war Schade Generaldirektor der Staatlichen Museen zu Berlin im Ostteil der Stadt. Für die Kulturhistorische Reihe des Verlages Koehler & Amelang steuerte er vier Bände zur Geschichte des deutschen Kunsthandwerkes bei.
1985 erlangte Schade an der Humboldt-Universität zu Berlin die Promotion B zum Dr. sc. phil. Es folgte die Berufung zum Honorarprofessor für Kunstgeschichte an der Kunsthochschule Berlin-Weißensee. Von 1992 bis 1998 war er stellvertretender Generaldirektor der Staatlichen Museen Preußischer Kulturbesitz. In dieser Zeit lag der Schwerpunkt seiner Arbeit auf der Zusammenführung und Neu-Organisation der seit 1945 geteilten Staatlichen Museen zu Berlin unter dem Dach der Stiftung Preußischer Kulturbesitz auf der Grundlage der 1990 zusammen mit dem Generaldirektor der West-Berliner Staatlichen Museen Wolf-Dieter Dube verfassten Denkschrift zu den zukünftigen Standorten und zur Struktur der Staatlichen Museen zu Berlin. 1998 trat Schade in den Ruhestand.

## Schriften
- Möbel der italienischen Renaissance. Staatl. Museen zu Berlin, Kunstgewerbemuseum, Berlin 1964.
- Schloss Köpenick. Ein Streifzug durch die Geschichte der Köpenicker Schlossinsel. Staatl. Museen zu Berlin, Kunstgewerbemuseum, Berlin 1964.
- Deutsche Möbel aus 7 Jahrhunderten. Koehler und Amelang, Leipzig 1966, L. Schneider Verlag, Heidelberg 1966.
- Metall im Kunsthandwerk. Katalogbuch anlässlich des einhundertjährigen Bestehens des Berliner Kunstgewerbemuseums, Herausgeber und Beiträge, Staatl. Museen zu Berlin, Kunstgewerbemuseum, Berlin 1978.
- Deutsches Glas von den Anfängen bis zum Biedermeier. Koehler und Amelang, Leipzig 1968.
- Deutsche Goldschmiedekunst. Ein Überblick über die kunst- und kulturgeschichtliche Entwicklung der deutschen Gold- und Silberschmiedekunst von ihren Anfängen bis zum beginnenden 19. Jahrhundert. Koehler und Amelang Leipzig 1974, Dausien, Hanau 1976, ISBN 3-7684-1696-8.
- Kunsthandwerk der Dürerzeit und der deutschen Renaissance. Katalogbuch zur Ausstellung des Kunstgewerbemuseums anlässlich des 500. Geburtstages des Künstlers, Herausgeber und Beiträge, Staatl. Museen zu Berlin, Kunstgewerbemuseum, Berlin 1971.
- Berliner Porzellan. Zur Kunst und Kulturgeschichte der Berliner Porzellanmanufaktur im 18. und 19. Jahrhundert. Koehler und Amelang, Leipzig 1978, Kaysersche Verlagsbuchhandlung, München 1987, ISBN 3-87405-170-6.
- Das Berliner Kunstgewerbemuseum in Vergangenheit und Gegenwart. Festschrift anlässlich des 20. Jahrestages der Wiedereröffnung des Kunstgewerbemuseums im Schloss Köpenick, Herausgeber und Beiträge, Staatl. Museen zu Berlin, Kunstgewerbemuseum, Berlin 1983.
- Die Berliner Museumsinsel – Zerstörung, Rettung, Wiederaufbau. Henschel, Berlin 1986, ISBN 3-362-00160-2.
- mit Uwe Prell, Heinz Werner: Museen in Berlin und Brandenburg. FAB-Verlag, Berlin 1996, ISBN 3-927551-48-1.
- Die Staatlichen Museen zu Berlin – 25 Jahre wiedervereint. Berliner Schriften zur Museumsforschung, Band 34, Staatliche Museen zu Berlin – Preußischer Kulturbesitz und Holy Verlag, Berlin 2017, ISBN 978-3-9818033-8-9.

Des Weiteren Beiträge zu den Themenkreisen: Märkische Backsteinarchitektur, angewandten Kunst, Geschichte der Berliner Museumsinsel, Geschichte des DDR-Museumswesens, kriegsbedingt verlagerte Kulturgüter (Beutekunst), Wiedervereinigung der Berliner Museen.

## Ehrungen und Auszeichnungen
- 1976: Vaterländischer Verdienstorden in Bronze
- 1978: Orden für Verdienste um die polnische Kultur
- 1983: Ernennung zum Obermuseumsrat
- 1987: Goethepreis der Stadt Berlin II. Klasse
- 2000: Verleihung der Würde eines Stadtältesten von Berlin
- 2009: Bundesverdienstkreuz 1. Klasse